# Shilling ougandais
Pour les articles homonymes, voir UGS (homonymie) et UGX.
Le shilling ougandais est la devise officielle de l’Ouganda depuis 1987. Son code ISO 4217 est UGX. Il a succédé à l’ancien shilling ougandais au taux de 100 anciens shillings pour 1 shilling. Le shilling est divisé en 100 cents (parfois aussi appelés anciens shillings).

## Historique
Le premier shilling ougandais (code ISO 4217 : UGS) avait été créé en 1966 (en même temps que le shilling kényan) pour remplacer le shilling est-africain à parité égale. L’ancien shilling était divisé en 100 cents (comme son prédécesseur), bien que cette division n’ait pas été utilisée.